# Střední průmyslová škola stavební Hradec Králové
Střední průmyslová škola stavební, Hradec Králové, Pospíšilova tř. 787 se nachází na Pospíšilově ulici na Slezském předměstí. Nabízí středoškolské vzdělání v oborech vzdělání stavebnictví, technické lyceum a technická zařízení budov ve formě čtyřletého studia zakončeného maturitní zkouškou. Škola v současnosti také nabízí nástavbové studium v oborech vzdělání geodézie a technická zařízení budov a přípravu k jednotlivé maturitní zkoušce.

## Historie školy
Dějiny školy sahají do 70. letech 19. století. V roce 1874 byla v Třebechovicích pod Orebem založena Odborná škola pro kreslení a modelování, průmysl a průmyslové umění, která se zaměřila na výuku kamnářství, klempířství a zámečnictví. Již v roce 1878 na výstavě v Paříži, kterou škola obeslala několika pracemi z kovu, získala zlatou medaili. Podmínky pro výuku v Třebechovicích pod Orebem však nebyly vyhovující, proto v roce 1880 došlo k přestěhování školy do Hradce Králové. Škola byla také přejmenována na Odbornou škola pro umělecké zámečnictví. V následujících letech se postupně rozšiřovala, stoupal počet žáků, vyučujících a učebních předmětů. Hlavním oborem bylo umělecké zámečnictví. Velkou změnu v organizaci školy přinesl rok 1926, kdy se škola začala orientovat na stavebnictví. V 50. letech došlo k zavedení výuky pozdějšího oboru technická zařízení budov, na konci 80. let geodézie.
V roce 1930 byla postavena nová budova školy na Pospíšilově ulici podle návrhu královéhradeckého architekta Dr. Ing. arch. Jana Rejchla. Součástí areálu školy se staly budovy dnešních dílen a laboratoří. V roce 1988 byla zahájena přístavba budovy nové tělocvičny včetně zázemí, posilovny, několika učeben a kabinetů.

## Obory vzdělání
Škola v současnosti nabízí 3 obory vzdělání denního čtyřletého studia zakončeného maturitní zkouškou.

### Stavebnictví
Obor je zaměřen na pozemní stavby. Studium připravuje střední technicko-hospodářské pracovníky v oblasti projektování a realizace staveb.
Obor se od 3. ročníku dělí na následující specializace:
- geodézie (práce s geodetickými přístroji (totální stanice, nivelační přístroj, laserový dálkoměr), zaměření a vytyčení stavby, vývoj a produkce katastrálních map a geometrických plánů, organizace zeměměřické služby, právní předpisy pro geodety, práce s geodetickým softwarem)

- BIM projektování (příprava na budoucnost oboru, tj. práce s moderními technologiemi v oblasti digitálního stavebnictví, navrhování staveb ve formě digitálních modelů (metody BIM), projektování metodou informačního modelu budovy, využívání informační hodnoty budovy po dobu jejího celého životního cyklu, správa budov a facility management)

- stavby a konstrukce (tradiční specializace, které dál pokračuje a rozvíjí náplň a poslání stavebnictví jako technického oboru, prohloubení vědomostí a technických poznatků v oblasti pozemního stavitelství a jejich aplikace do projektování stavebních objektů a návrhů jejich konstrukčních řešení)

### Technická zařízení budov
Tento obor, pojmenovaný také Teplo, voda a vzduch, je určen žákům, kteří mají zájem o technické obory a stavitelství a chtějí se zaměřit na navrhování vnitřního prostředí staveb, tj. rozvodů vody, kanalizace, vytápění, vzduchotechniky a plynu.

### Technické lyceum – lyceum se zaměřením na architekturu
Lyceum je jakýmsi článkem mezi průmyslovou školou a gymnáziem, oproti čistě technickým oborům nabízí vyšší počet hodin přírodovědných i společenskovědních předmětů, oproti gymnáziu poskytuje základ odbornosti a umožňuje absolventům úspěšně navázat ve studiu na technických vysokých školách. Klade důraz na architekturu, design, průmyslové výtvarnictví a navrhování.

## Vybavení školy
Škola ve vybavena 7 učebnami výpočetní techniky, odbornými laboratořemi - stavebních materiálů, vzduchotechniky a vytápění, stavebními dílnami a dílnami TZB. Vedle celkem 19 kmenových učeben jsou k dispozici dvě jazykové učebny, studovna, žákovská knihovna, aula, posilovna a dvě tělocvičny. 

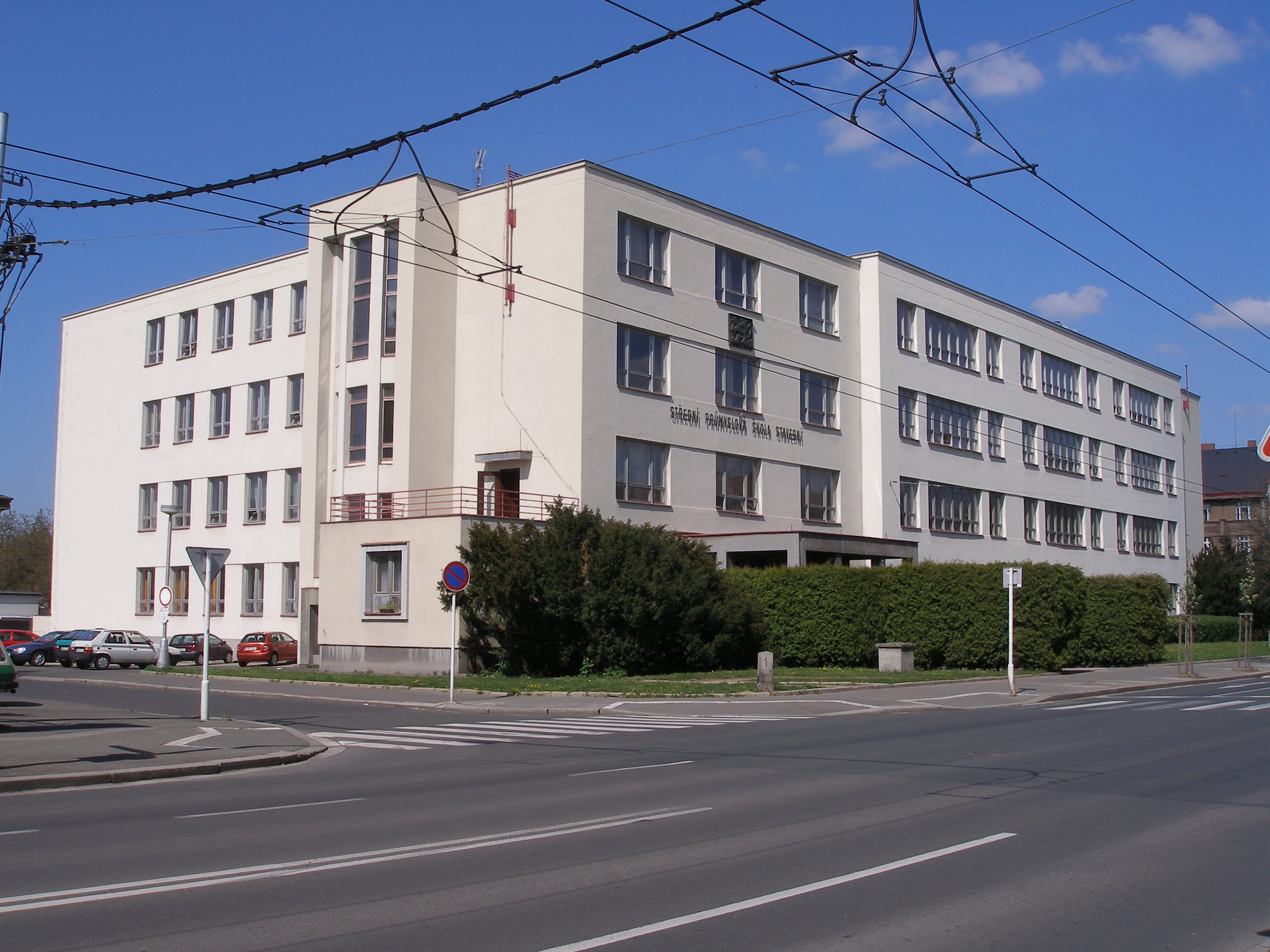
Budova školy z roku 1930
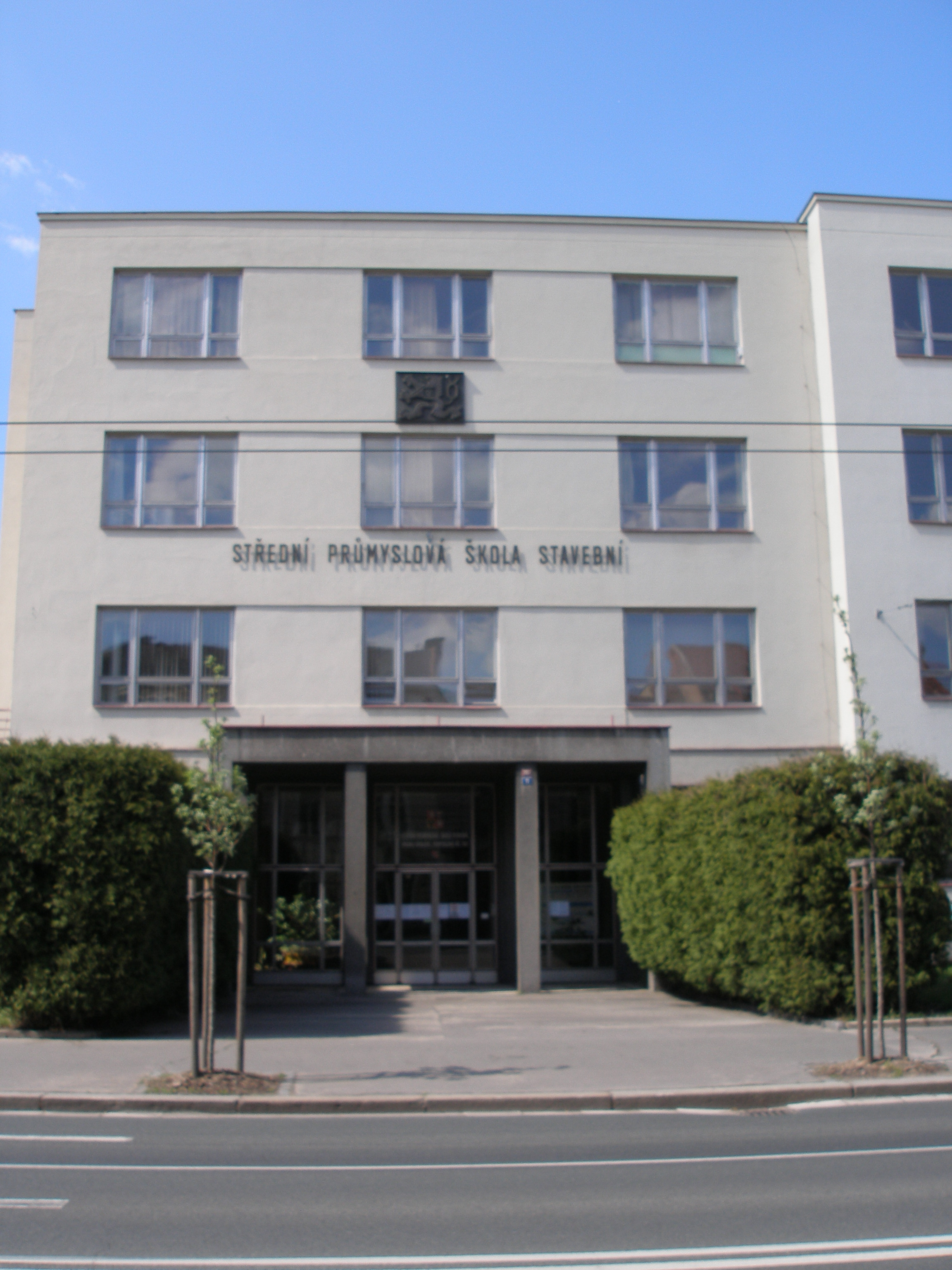
Hlavní vchod do školy z Pospíšilovy ulice